# Jimmy Cooper
James "Jimmy" Cooper, gespeeld door acteur Tate Donovan, is een personage uit de televisieserie The O.C.. Jimmy is rond de veertig jaar oud.

## Seizoen 1
Jimmy Cooper is een financiële ontwerper voor meerdere Newport Beach inwoners. Hij is getrouwd met Julie Cooper en ze hebben samen twee dochters; Marissa en Kaitlin.
Toen Cooper, na een paar slechte investeringen, financieel achteruit ging, begon hij al snel fraude te plegen. Niet veel later zat de Securities and Exchange Commission achter hem aan. Hij werd ontmaskerd door klant Greg Fischer.
Cooper werd verdedigd door advocaat Sandy Cohen, waardoor hij niet naar de gevangenis moest. Hij moest echter wel zijn geld teruggeven aan al zijn klanten en werd hierdoor bankroet. Julie scheidde hierna van hem.
Hij verhuisde naar een flat vlak bij Newport Beach. Samen met Sandy kregen ze het idee een restaurant te openen. Na een geniepige deal met Caleb Nichol, vervaagde dit idee. Via Caleb werd Jimmy opnieuw een rijke man. Hij verhuisde zo weer terug naar Newport Beach.

## Seizoen 2
In het tweede seizoen kreeg Jimmy een relatie met Hailey Nichol. Uiteindelijk maakte ze het uit met hem en Jimmy kreeg een affaire met zijn ex-vrouw, Julie (zij was toen getrouwd met Caleb Nichol).
Jimmy verhuisde in het seizoen naar Maui nadat hij dacht dat hij in Newport Beach iedereens leven verziekte. Aan het einde van het seizoen kwam hij terug om de begrafenis van Caleb bij te wonen. Hij probeerde toen weer een gezin op te bouwen met Julie.

## Seizoen 3
Jimmy Cooper kreeg in het derde seizoen weer problemen met zijn baan. Hij vroeg voor een waarborgsom bij een man, genaamd Don. Don wilde zijn lening terug, terwijl Jimmy het alsmaar uitstelde.
Ondertussen zei hij tegen Julie dat alles goed ging. Hij deed zelfs opnieuw een aanzoek, die ze blij accepteerde. Toen Calebs testament opgelezen werd, was Jimmy ervan overtuigd dat Julie veel geld zou krijgen. Hij wilde met dat geld Don terugbetalen. Caleb bleek echter bankroet te zijn.
Toen Don wraak nam en Jimmy in elkaar liet slaan, zei hij de volgende dag tegen Marissa dat hij weer moest vluchten. Marissa kon het niet weer aan dat haar vader haar verliet en dwong hem, als hij zou gaan, om nooit meer terug te komen. Uiteindelijk verliet hij zijn gezin om te vluchten.